# Juanmi Callejón
Juanmi, właśc. Juan Miguel Callejón Bueno (ur. 11 lutego 1987 w Motril) – hiszpański piłkarz grający na pozycji pomocnika w hiszpańskim klubie Orihuela CF. Najbardziej znany z występów w Club Bolívar, z którym odnosił największe sukcesy.
Jego brat bliźniak, José María również jest piłkarzem. Obaj są wychowankami Realu Madryt.
W sezonie 2005/2006 Juanmi zagrał w 33 meczach i zdobył 8 bramek dla młodzieżowej drużyny Realu Madryt. W marcu 2007 roku zadebiutował w rezerwach pierwszej drużyny i skończył sezon z dwoma występami. W obu przypadkach Juanmi pojawił się na boisku z ławki rezerwowych i nie strzelił gola. Ten sezon zakończył się dla jego drużyny spadkiem do Segunda División B. W sezonie 2007/2008 Juanmi grał w rezerwach Realu razem z bratem.
11 sierpnia 2008 roku Juanmi podpisał czteroletni kontrakt z RCD Mallorca, opuszczając Real Madryt w tym samym oknie transferowym co jego brat. W Primera División zadebiutował 25 września 2008 roku w wygranym 2–0 meczu z CD Numancia. To był jego jedyny ligowy występ do tej pory w pierwszej lidze hiszpańskiej. 25 sierpnia 2009 roku został wypożyczony na okres jednego sezonu do Albacete Balompié grającego w drugiej lidze hiszpańskiej. Na kolejny sezon Callejon pozostał w Segunda División dołączając do drużyny Córdoba CF na zasadzie wolnego transferu. 4 lipca 2011 roku grający w tej samej klasie rozgrywkowej zespół Hércules CF potwierdził podpisanie dwuletniej umowy z zawodnikiem. W styczniu 2013 roku, po okresie nieregularnych występów w pierwszej drużynie Callejón przeszedł do drużyny APO Lewadiakos na zasadzie wolnego transferu. Podczas letniego okienka transferowego jeszcze tego samego roku zawodnik został piłkarzem zespołu aktualnego Mistrza Boliwii Club Bolívar. Podczas gry w Bolívar został dwa razy królem strzelców ligi boliwijskiej, oraz zdobył z zespołem dwa mistrzostwa kraju. W styczniu 2017 roku przeszedł do saudyjskiego klubu Ettifaq FC.